# Ricardo López Jordán

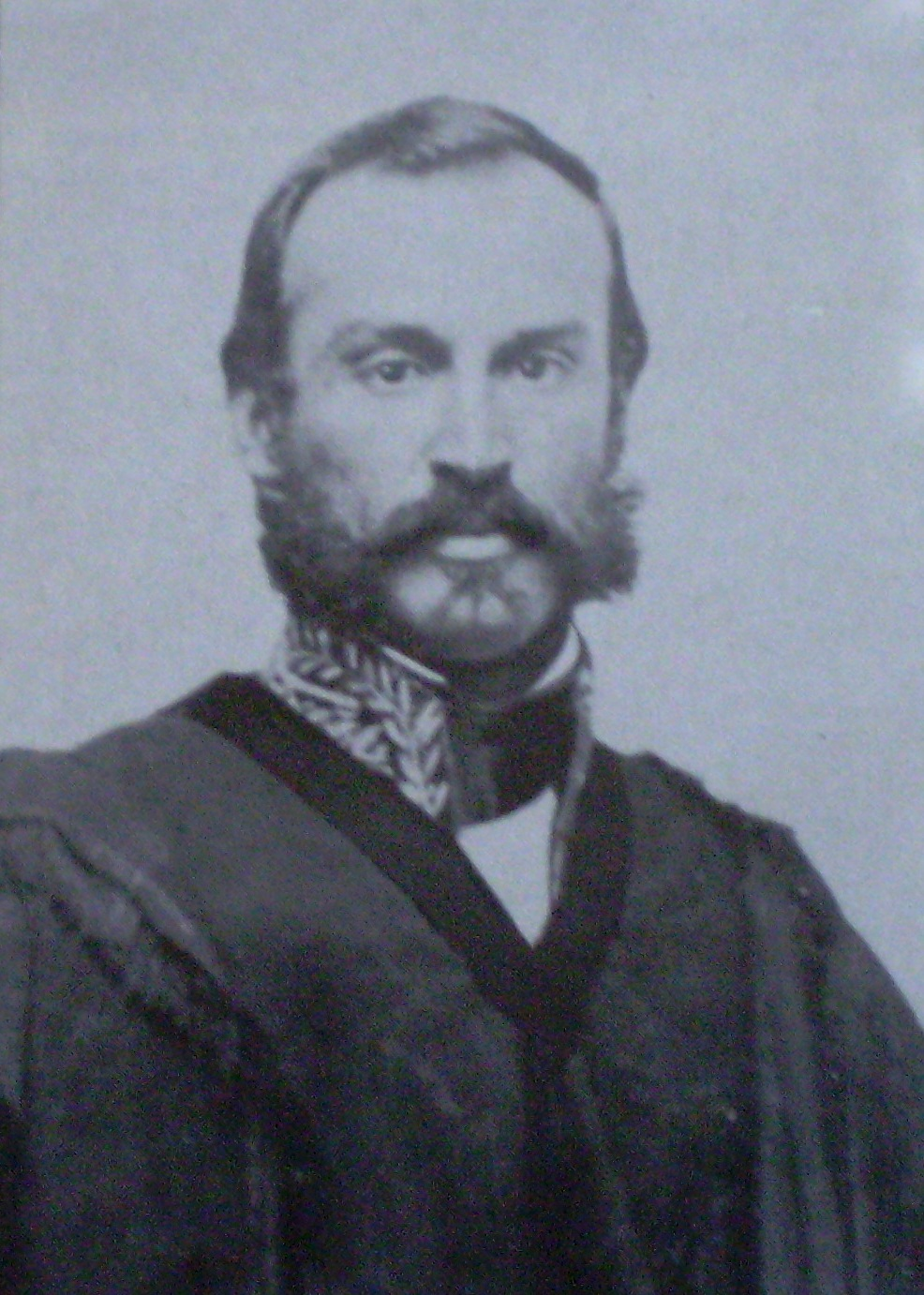
General Ricardo Ramón López Jordán

Ricardo Ramón López Jordán Filho (Paysandú, agosto de 1822 – Buenos Aires, 22 de junho de 1889) foi um militar e político argentino. Foi um dos últimos caudilhos influentes na política de seu país. 
Filho do general Ricardo López Jordán, ex-governador de Entre Ríos, que se encontrava exilado no Uruguai. Era sobrinho do caudilho Francisco Ramírez.
Se rebelou três vezes contra o governo de Buenos Aires, tendo liberado uma delas, que tem o nome de Rebelião Jordanista,em 1870, porém foi derrotado em todas tentativas. 
Foi assassinado em Buenos Aires. Em 1989 seus restos mortais foram repatriados a Entre Ríos, sendo depositados no panteão da família Pérez Colman em Paraná, até que em 29 de novembro de 1995 foram trasladados para um mausoléu erigido na praça Carbó de Paraná.